# 乙巴素
乙巴素（을파소，？—203年）是公元2世纪东北亚国家高句丽的大臣。原本为西鴨谷左勿村的农夫，故国川王期间被提拔成为高句丽的大对卢（国相）。祖父乙素也曾担任过琉璃王的大臣。
为了挽救新大王以后高句丽的颓势，故国川王打算任命大臣推举的晏留为国相，而晏留认为乙巴素虽然出生低微但是确实治国之才，乙巴素的治政间接成就了190年后好太王时期高句丽的崛起。